# マクベス (1971年の映画)
『マクベス』（Macbeth）は1971年のイギリス・アメリカ合衆国の歴史映画。ウィリアム・シェイクスピアの戯曲『マクベス』をロマン・ポランスキー監督により映画化した作品である。出演はジョン・フィンチとフランチェスカ・アニスなど。英題としては『The Tragedy of Macbeth』の表記もある。
雑誌「PLAYBOY」の発刊者で実業家のヒュー・ヘフナーがエグゼクティブ・プロデューサーを務めている。

## キャスト
- マクベス: ジョン・フィンチ
- マクベス夫人（英語版）: フランチェスカ・アニス
- バンコー: マーティン・ショウ（英語版）
- ダンカン王: ニコラス・セルビー（英語版）
- ロス: ジョン・ストライド（英語版）
- マルコム: ステファン・チェイス（英語版）
- ドナルベイン: ポール・シェリー（英語版）
- マクダフ（英語版）: テレンス・ベイラー（英語版）
- マクダフ夫人（英語版）: ダイアン・フレッチャー（英語版）

## エピソード
ポランスキー監督は、本作クランクイン（1970年11月）前の1969年8月9日に、妊娠中だった妻シャロン・テートをチャールズ・マンソンらに殺害されるという悲劇に見舞われた。この事件がトラウマになったことで、シェイクスピアの原作よりも暴力的な表現が用いられるようになったと言われている。例えば、原作ではほのめかされるだけだったダンカン王殺害が具体的なシーンとして登場している。